# Final del Torneo Apertura 2018 (Bolivia)
La final del Torneo Apertura 2018 de Bolivia fue una serie de partidos de fútbol que se disputaron el 30 de mayo y 3 de junio de 2018 con el objetivo de definir al campeón del Torneo Apertura de la (1.a) edición de la División de Fútbol Profesional, máxima categoría del fútbol profesional de Bolivia.
En esta final la disputaron Jorge Wilstermann que viene de eliminar en las semifinales a San José y The Strongest por su parte, de eliminar a su clásico rival Bolívar.
En esta fase, al igual que en las semifinales y los cuartos de final, la regla del gol de visitante no es tenida en cuenta como medida de desempate. En caso de que los dos clubes igualen en puntos en la llave (ida y vuelta) se definirá en un tercer partido (estadio neutral) para definir al campeón, si el tercer partido se tuviera un resultado en empate se procederá a definir la llave por tiros desde el punto penal.
Los dos clubes al clasificar a la final del torneo obtuvieron el derecho de disputar la Copa Conmebol Libertadores 2019, El ganador de esta llave y, en consecuencia, del campeonato disputará la Copa Conmebol Libertadores 2019 como Bolivia 1desde su fase de grupos. El subcampeón, jugará en la fase preliminar (1.a fase) de la Copa Conmebol Libertadores 2019 como Bolivia 4.

## Participantes
| Wilstermann | The Strongest |
| ----------- | ------------- |

## Emparejamientos
|                   | vs.                 |
| Wilstermann 1 2 - | The Strongest 2 1 - |

## Sedes
El partido de ida se jugó en el Estadio Hernando Siles, el partido de vuelta se jugó en el Estadio Capitán José Angulo, y el tercer partido por medio de un sorteo que las dos posibles sedes fueron el Estadio Jesús Bermúdez en la ciudad de Oruro y el Estadio Olímpico Patria de la ciudad de Sucre, Al concluir del sorteo se definió que el tercer partido se jugará en el Estadio Olímpico Patria
|                                                                                  |                                                                                           |                                                                                   |
|                                                                                  |                                                                                           |                                                                                   |
| Hernando Siles Ciudad: La Paz Capacidad: 41.000 espectadores Club: The Strongest | Capitán José Angulo Ciudad: Sacaba Capacidad: 10.000 espectadores Club: Jorge Wilstermann | Olímpico Patria Ciudad: Sucre Capacidad: 32.700 espectadores Club: Tercer Partido |

## Camino a la final

### Jorge Wilstermann
| Fecha                                                                      | Fase                    | Estadio                     | Local              | Resultado | Visitante          |
| -------------------------------------------------------------------------- | ----------------------- | --------------------------- | ------------------ | --------- | ------------------ |
| 28 de enero de 2018                                                        | Fecha 1                 | Hernando Siles , La Paz     | Bolívar            | 5 – 1     | Jorge Wilstermann  |
| 5 de febrero de 2018                                                       | Fecha 2                 | Capitán José Angulo, Sacaba | Jorge Wilstermann  | 4 – 0     | Destroyers         |
| 28 de febrero de 2018                                                      | Fecha 3                 | Samuel Vaca Jiménez, Warnes | Guabirá            | 1 – 3     | Jorge Wilstermann  |
| de 2018                                                                    | Fecha 4                 | Estadio, Ciudad             | Bandera de Bolivia | –         | Bandera de Bolivia |
| de 2018                                                                    | Fecha 5                 | Estadio, Ciudad             | Bandera de Bolivia | –         | Bandera de Bolivia |
| de 2018                                                                    | Fecha 6                 | Estadio, Ciudad             | Bandera de Bolivia | –         | Bandera de Bolivia |
| de 2018                                                                    | Fecha 7                 | Estadio, Ciudad             | Bandera de Bolivia | –         | Bandera de Bolivia |
| de 2018                                                                    | Fecha 8                 | Estadio, Ciudad             | Bandera de Bolivia | –         | Bandera de Bolivia |
| de 2018                                                                    | Fecha 9                 | Estadio, Ciudad             | Bandera de Bolivia | –         | Bandera de Bolivia |
| de 2018                                                                    | Fecha 10                | Estadio, Ciudad             | Bandera de Bolivia | –         | Bandera de Bolivia |
| de 2018                                                                    | Fecha 11                | Estadio, Ciudad             | Bandera de Bolivia | –         | Bandera de Bolivia |
| de 2018                                                                    | Fecha 12                | Estadio, Ciudad             | Bandera de Bolivia | –         | Bandera de Bolivia |
| de 2018                                                                    | Fecha 13                | Estadio, Ciudad             | Bandera de Bolivia | –         | Bandera de Bolivia |
| de 2018                                                                    | Fecha 14                | Estadio, Ciudad             | Bandera de Bolivia | –         | Bandera de Bolivia |
| TBD clasificó a cuartos de final en el puesto 1,2,3 o 4 de la Serie A o B. |                         |                             |                    |           |                    |
| de 2018                                                                    | Cuartos de final ida    | Estadio, Ciudad             | Bandera de Bolivia | –         | Bandera de Bolivia |
| de 2018                                                                    | Cuartos de final vuelta | Estadio, Ciudad             | Bandera de Bolivia | –         | Bandera de Bolivia |
| TBD clasificó a semifinal con marcador global de -.                        |                         |                             |                    |           |                    |
| de 2018                                                                    | Semifinales ida         | Estadio, Ciudad             | Bandera de Bolivia | –         | Bandera de Bolivia |
| de 2018                                                                    | Semifinales vuelta      | Estadio, Ciudad             | Bandera de Bolivia | –         | Bandera de Bolivia |
| TBD clasificó a la final con marcador global de -.                         |                         |                             |                    |           |                    |

|  |          |
|  | Triunfo. |
|  | Empate.  |
|  | Derrota. |

### The Strongest
| Fecha                                                                      | Fase                    | Estadio         | Local              | Resultado | Visitante          |
| -------------------------------------------------------------------------- | ----------------------- | --------------- | ------------------ | --------- | ------------------ |
| de 2018                                                                    | Fecha 1                 | Estadio, Ciudad | Bandera de Bolivia | –         | Bandera de Bolivia |
| de 2018                                                                    | Fecha 2                 | Estadio, Ciudad | Bandera de Bolivia | –         | Bandera de Bolivia |
| de 2018                                                                    | Fecha 3                 | Estadio, Ciudad | Bandera de Bolivia | –         | Bandera de Bolivia |
| de 2018                                                                    | Fecha 4                 | Estadio, Ciudad | Bandera de Bolivia | –         | Bandera de Bolivia |
| de 2018                                                                    | Fecha 5                 | Estadio, Ciudad | Bandera de Bolivia | –         | Bandera de Bolivia |
| de 2018                                                                    | Fecha 6                 | Estadio, Ciudad | Bandera de Bolivia | –         | Bandera de Bolivia |
| de 2018                                                                    | Fecha 7                 | Estadio, Ciudad | Bandera de Bolivia | –         | Bandera de Bolivia |
| de 2018                                                                    | Fecha 8                 | Estadio, Ciudad | Bandera de Bolivia | –         | Bandera de Bolivia |
| de 2018                                                                    | Fecha 9                 | Estadio, Ciudad | Bandera de Bolivia | –         | Bandera de Bolivia |
| de 2018                                                                    | Fecha 10                | Estadio, Ciudad | Bandera de Bolivia | –         | Bandera de Bolivia |
| de 2018                                                                    | Fecha 11                | Estadio, Ciudad | Bandera de Bolivia | –         | Bandera de Bolivia |
| de 2018                                                                    | Fecha 12                | Estadio, Ciudad | Bandera de Bolivia | –         | Bandera de Bolivia |
| de 2018                                                                    | Fecha 13                | Estadio, Ciudad | Bandera de Bolivia | –         | Bandera de Bolivia |
| de 2018                                                                    | Fecha 14                | Estadio, Ciudad | Bandera de Bolivia | –         | Bandera de Bolivia |
| TBD clasificó a cuartos de final en el puesto 1,2,3 o 4 de la Serie A o B. |                         |                 |                    |           |                    |
| de 2018                                                                    | Cuartos de final ida    | Estadio, Ciudad | Bandera de Bolivia | –         | Bandera de Bolivia |
| de 2018                                                                    | Cuartos de final vuelta | Estadio, Ciudad | Bandera de Bolivia | –         | Bandera de Bolivia |
| TBD clasificó a semifinal con marcador global de -.                        |                         |                 |                    |           |                    |
| de 2018                                                                    | Semifinales ida         | Estadio, Ciudad | Bandera de Bolivia | –         | Bandera de Bolivia |
| de 2018                                                                    | Semifinales vuelta      | Estadio, Ciudad | Bandera de Bolivia | –         | Bandera de Bolivia |
| TBD clasificó a la final con marcador global de -.                         |                         |                 |                    |           |                    |

|  |          |
|  | Triunfo. |
|  | Empate.  |
|  | Derrota. |

### Estadísticas previas
A continuación se encuentran tabuladas las estadísticas de Finalista 1 y  Finalista 2 previas a la final: todos contra todos, cuartos de final y semifinales:
| Equipos           | PJ | PG | PE | PP | GF | GC | Dif. | Pts. | Rend.  |
| ----------------- | -- | -- | -- | -- | -- | -- | ---- | ---- | ------ |
| Jorge Wilstermann | 18 | 14 | 2  | 2  | 53 | 16 | +37  | 44   | 77,77% |
| The Strongest     | 18 | 0  | 0  | 0  | 0  | 0  | 0    | 0    | 0,00%  |

- Pts=Puntos; PJ=Partidos jugados; G=Partidos ganados; E=Partidos empatados; P=Partidos perdidos; GF=Goles a favor; GC=Goles en contra; Dif=Diferencia de gol; Rend=Porcentaje de rendimiento.

## Desarrollo

### Jorge Wilstermann - The Strongest
| 30 de mayo de 2018, 20:00 | The Strongest                                | 2:1 (1:0) | Jorge Wilstermann | Hernando Siles, La Paz                                 |                                                        |
|                           | Ramiro Ballivián 42' · Fernando Martelli 78' | Reporte   | 62' Alex Silva    | Asistencia: 20 000 espectadores Árbitro(s): Ivo Méndez | Asistencia: 20 000 espectadores Árbitro(s): Ivo Méndez |

#### Ida
| 19         | Guardameta     | Daniel Vaca          |  |
| 21         | Defensa        | Ramiro Ballivián     |  |
| 31         | Defensa        | Édison Carcelén      |  |
| 5          | Defensa        | Fernando Martelli    |  |
| 17         | Defensa        | Marvin Bejarano      |  |
| 20         | Centrocampista | Rudy Cardozo         |  |
| 26         | Centrocampista | Raúl Castro          |  |
| 11         | Centrocampista | Jhasmani Campos      |  |
| 14         | Centrocampista | Diego Wayar          |  |
| 10         | Centrocampista | Pablo Daniel Escobar |  |
| 18         | Delantero      | Edis Ibargüen        |  |
| Entrenador | Entrenador     | César Farías         |  |

| —          | Guardameta     | Bandera de ? |  |
| —          | Defensa        | Bandera de ? |  |
| —          | Defensa        | Bandera de ? |  |
| —          | Defensa        | Bandera de ? |  |
| —          | Defensa        | Bandera de ? |  |
| —          | Defensa        | Bandera de ? |  |
| —          | Centrocampista | Bandera de ? |  |
| —          | Centrocampista | Bandera de ? |  |
| —          | Centrocampista | Bandera de ? |  |
| —          | Delantero      | Bandera de ? |  |
| —          | Delantero      | Bandera de ? |  |
| Entrenador | Entrenador     | Bandera de ? |  |

| - | Delantero | Bandera de ? | Entró |

| - | Delantero | Bandera de ? | Entró |

| Anotado | 0 |  |  |

| Amonestado | ' |  |

| Amonestado | ' |  |

| Árbitro             | Bandera de ? |
| Árbitros asistentes | Bandera de ? |
| Árbitros asistentes | Bandera de ? |
| Cuarto árbitro      | Bandera de ? |
| Asesor              | Bandera de ? |
| Delegado            | Bandera de ? |

| 19         | Guardameta     | Daniel Vaca          |  |
| 21         | Defensa        | Ramiro Ballivián     |  |
| 31         | Defensa        | Édison Carcelén      |  |
| 5          | Defensa        | Fernando Martelli    |  |
| 17         | Defensa        | Marvin Bejarano      |  |
| 20         | Centrocampista | Rudy Cardozo         |  |
| 26         | Centrocampista | Raúl Castro          |  |
| 11         | Centrocampista | Jhasmani Campos      |  |
| 14         | Centrocampista | Diego Wayar          |  |
| 10         | Centrocampista | Pablo Daniel Escobar |  |
| 18         | Delantero      | Edis Ibargüen        |  |
| Entrenador | Entrenador     | César Farías         |  |

| —          | Guardameta     | Bandera de ? |  |
| —          | Defensa        | Bandera de ? |  |
| —          | Defensa        | Bandera de ? |  |
| —          | Defensa        | Bandera de ? |  |
| —          | Defensa        | Bandera de ? |  |
| —          | Defensa        | Bandera de ? |  |
| —          | Centrocampista | Bandera de ? |  |
| —          | Centrocampista | Bandera de ? |  |
| —          | Centrocampista | Bandera de ? |  |
| —          | Delantero      | Bandera de ? |  |
| —          | Delantero      | Bandera de ? |  |
| Entrenador | Entrenador     | Bandera de ? |  |

| - | Delantero | Bandera de ? | Entró |

| - | Delantero | Bandera de ? | Entró |

| Anotado | 0 |  |  |

| Amonestado | ' |  |

| Amonestado | ' |  |

| Árbitro             | Bandera de ? |
| Árbitros asistentes | Bandera de ? |
| Árbitros asistentes | Bandera de ? |
| Cuarto árbitro      | Bandera de ? |
| Asesor              | Bandera de ? |
| Delegado            | Bandera de ? |

| \| Estadísticas \| \| \| \| Tiros \| 0 \| 0 \| \| Tiros a puerta \| 0 \| 0 \| \| Recuperaciones \| 0 \| 0 \| \| Faltas \| 0 \| 0 \| \| Saques de esquina \| 0 \| 0 \| \| Pases \| 0 \| 0 \| \| Pases correctos \| 0 (00%) \| 0 (00%) \| \| Fuera de juego \| 0 \| 0 \| \| Posesión del balón \| 00% \| 0% \| |              |              |
| Estadísticas | Bandera de ? | Bandera de ? |
| Tiros | 0            | 0            |
| Tiros a puerta | 0            | 0            |
| Recuperaciones | 0            | 0            |
| Faltas | 0            | 0            |
| Saques de esquina | 0            | 0            |
| Pases | 0            | 0            |
| Pases correctos | 0 (00%)      | 0 (00%)      |
| Fuera de juego | 0            | 0            |
| Posesión del balón | 00%          | 0%           |

### Jorge Wilstermann - The Strongest
| 3 de junio de 2018, 15:00 | Jorge Wilstermann | 2:1 (2:1) | The Strongest         | Capitán José Angulo, Sacaba                           |                                                       |
|                           | Serginho 4' 32'   | Reporte   | 45' Fernando Martelli | Asistencia: 6 200 espectadores Árbitro(s): Ivo Méndez | Asistencia: 6 200 espectadores Árbitro(s): Ivo Méndez |

#### Vuelta
| —          | Guardameta     | Bandera de ? |  |
| —          | Defensa        | Bandera de ? |  |
| —          | Defensa        | Bandera de ? |  |
| —          | Defensa        | Bandera de ? |  |
| —          | Defensa        | Bandera de ? |  |
| —          | Centrocampista | Bandera de ? |  |
| —          | Centrocampista | Bandera de ? |  |
| —          | Centrocampista | Bandera de ? |  |
| —          | Delantero      | Bandera de ? |  |
| —          | Delantero      | Bandera de ? |  |
| —          | Delantero      | Bandera de ? |  |
| Entrenador | Entrenador     | Bandera de ? |  |

| —          | Guardameta     | Bandera de ? |  |
| —          | Defensa        | Bandera de ? |  |
| —          | Defensa        | Bandera de ? |  |
| —          | Defensa        | Bandera de ? |  |
| —          | Defensa        | Bandera de ? |  |
| —          | Centrocampista | Bandera de ? |  |
| —          | Centrocampista | Bandera de ? |  |
| —          | Centrocampista | Bandera de ? |  |
| —          | Delantero      | Bandera de ? |  |
| —          | Delantero      | Bandera de ? |  |
| —          | Delantero      | Bandera de ? |  |
| Entrenador | Entrenador     | Bandera de ? |  |

| - | Delantero | Bandera de ? | Entró |

| - | Delantero | Bandera de ? | Entró |

| Anotado | 0 |  |  |

| Amonestado | 0 |  |

| Amonestado | 0 |  |

| Árbitro             | Bandera de ? |
| Árbitros asistentes | Bandera de ? |
| Árbitros asistentes | Bandera de ? |
| Cuarto árbitro      | Bandera de ? |
| Asesor              | Bandera de ? |
| Delegado            | Bandera de ? |

| —          | Guardameta     | Bandera de ? |  |
| —          | Defensa        | Bandera de ? |  |
| —          | Defensa        | Bandera de ? |  |
| —          | Defensa        | Bandera de ? |  |
| —          | Defensa        | Bandera de ? |  |
| —          | Centrocampista | Bandera de ? |  |
| —          | Centrocampista | Bandera de ? |  |
| —          | Centrocampista | Bandera de ? |  |
| —          | Delantero      | Bandera de ? |  |
| —          | Delantero      | Bandera de ? |  |
| —          | Delantero      | Bandera de ? |  |
| Entrenador | Entrenador     | Bandera de ? |  |

| —          | Guardameta     | Bandera de ? |  |
| —          | Defensa        | Bandera de ? |  |
| —          | Defensa        | Bandera de ? |  |
| —          | Defensa        | Bandera de ? |  |
| —          | Defensa        | Bandera de ? |  |
| —          | Centrocampista | Bandera de ? |  |
| —          | Centrocampista | Bandera de ? |  |
| —          | Centrocampista | Bandera de ? |  |
| —          | Delantero      | Bandera de ? |  |
| —          | Delantero      | Bandera de ? |  |
| —          | Delantero      | Bandera de ? |  |
| Entrenador | Entrenador     | Bandera de ? |  |

| - | Delantero | Bandera de ? | Entró |

| - | Delantero | Bandera de ? | Entró |

| Anotado | 0 |  |  |

| Amonestado | 0 |  |

| Amonestado | 0 |  |

| Árbitro             | Bandera de ? |
| Árbitros asistentes | Bandera de ? |
| Árbitros asistentes | Bandera de ? |
| Cuarto árbitro      | Bandera de ? |
| Asesor              | Bandera de ? |
| Delegado            | Bandera de ? |

| \| Estadísticas \| \| \| \| Tiros \| 0 \| 0 \| \| Tiros a puerta \| 0 \| 0 \| \| Recuperaciones \| 0 \| 0 \| \| Faltas \| 0 \| 0 \| \| Saques de esquina \| 0 \| 0 \| \| Pases \| 0 \| 0 \| \| Pases correctos \| 0 (00%) \| 0 (00%) \| \| Fuera de juego \| 0 \| 0 \| \| Posesión del balón \| 00% \| 0% \| |              |              |
| Estadísticas | Bandera de ? | Bandera de ? |
| Tiros | 0            | 0            |
| Tiros a puerta | 0            | 0            |
| Recuperaciones | 0            | 0            |
| Faltas | 0            | 0            |
| Saques de esquina | 0            | 0            |
| Pases | 0            | 0            |
| Pases correctos | 0 (00%)      | 0 (00%)      |
| Fuera de juego | 0            | 0            |
| Posesión del balón | 00%          | 0%           |

### Jorge Wilstermann - The Strongest
| 6 de junio de 2018, 20:00 | Jorge Wilstermann                                                                                                | 2:2 (1:1) (3:2 p.)         | The Strongest | Olímpico Patria, Sucre                                 |                                                        |
|                           | Gilbert Álvarez 9' · Serginho 49'                                                                                | Reporte                    | 40' Fernando Martelli · 77' Maximiliano Ortiz                                                                        | Asistencia: 20.000 espectadores Árbitro(s): Ivo Méndez | Asistencia: 20.000 espectadores Árbitro(s): Ivo Méndez |
|                           | | Tiros desde el punto penal | |                                                        |                                                        |
|                           | Fernando Saucedo · Cristian Chávez · Jorge Ortiz · Lucas Gaúcho · Arnaldo Giménez · Gilbert Álvarez · Oscar Vaca |                            | Fernando Martelli · Maximiliano Ortiz · Pablo Escobar · Gabriel Valverde · Edis Ibargüen · Henry Vaca · Rudy Cardozo |                                                        |                                                        |

#### Partido Definitorio
| —          | Guardameta     | Bandera de ? |  |
| —          | Defensa        | Bandera de ? |  |
| —          | Defensa        | Bandera de ? |  |
| —          | Defensa        | Bandera de ? |  |
| —          | Defensa        | Bandera de ? |  |
| —          | Centrocampista | Bandera de ? |  |
| —          | Centrocampista | Bandera de ? |  |
| —          | Centrocampista | Bandera de ? |  |
| —          | Delantero      | Bandera de ? |  |
| —          | Delantero      | Bandera de ? |  |
| —          | Delantero      | Bandera de ? |  |
| Entrenador | Entrenador     | Bandera de ? |  |

| —          | Guardameta     | Bandera de ? |  |
| —          | Defensa        | Bandera de ? |  |
| —          | Defensa        | Bandera de ? |  |
| —          | Defensa        | Bandera de ? |  |
| —          | Defensa        | Bandera de ? |  |
| —          | Centrocampista | Bandera de ? |  |
| —          | Centrocampista | Bandera de ? |  |
| —          | Centrocampista | Bandera de ? |  |
| —          | Delantero      | Bandera de ? |  |
| —          | Delantero      | Bandera de ? |  |
| —          | Delantero      | Bandera de ? |  |
| Entrenador | Entrenador     | Bandera de ? |  |

| - | Delantero | Bandera de ? | Entró |

| - | Delantero | Bandera de ? | Entró |

| Anotado | 0 |  |  |

| Amonestado | 0 |  |

| Amonestado | 0 |  |

| Árbitro             | Bandera de ? |
| Árbitros asistentes | Bandera de ? |
| Árbitros asistentes | Bandera de ? |
| Cuarto árbitro      | Bandera de ? |
| Asesor              | Bandera de ? |
| Delegado            | Bandera de ? |

| —          | Guardameta     | Bandera de ? |  |
| —          | Defensa        | Bandera de ? |  |
| —          | Defensa        | Bandera de ? |  |
| —          | Defensa        | Bandera de ? |  |
| —          | Defensa        | Bandera de ? |  |
| —          | Centrocampista | Bandera de ? |  |
| —          | Centrocampista | Bandera de ? |  |
| —          | Centrocampista | Bandera de ? |  |
| —          | Delantero      | Bandera de ? |  |
| —          | Delantero      | Bandera de ? |  |
| —          | Delantero      | Bandera de ? |  |
| Entrenador | Entrenador     | Bandera de ? |  |

| —          | Guardameta     | Bandera de ? |  |
| —          | Defensa        | Bandera de ? |  |
| —          | Defensa        | Bandera de ? |  |
| —          | Defensa        | Bandera de ? |  |
| —          | Defensa        | Bandera de ? |  |
| —          | Centrocampista | Bandera de ? |  |
| —          | Centrocampista | Bandera de ? |  |
| —          | Centrocampista | Bandera de ? |  |
| —          | Delantero      | Bandera de ? |  |
| —          | Delantero      | Bandera de ? |  |
| —          | Delantero      | Bandera de ? |  |
| Entrenador | Entrenador     | Bandera de ? |  |

| - | Delantero | Bandera de ? | Entró |

| - | Delantero | Bandera de ? | Entró |

| Anotado | 0 |  |  |

| Amonestado | 0 |  |

| Amonestado | 0 |  |

| Árbitro             | Bandera de ? |
| Árbitros asistentes | Bandera de ? |
| Árbitros asistentes | Bandera de ? |
| Cuarto árbitro      | Bandera de ? |
| Asesor              | Bandera de ? |
| Delegado            | Bandera de ? |

| \| Estadísticas \| \| \| \| Tiros \| 0 \| 0 \| \| Tiros a puerta \| 0 \| 0 \| \| Recuperaciones \| 0 \| 0 \| \| Faltas \| 0 \| 0 \| \| Saques de esquina \| 0 \| 0 \| \| Pases \| 0 \| 0 \| \| Pases correctos \| 0 (00%) \| 0 (00%) \| \| Fuera de juego \| 0 \| 0 \| \| Posesión del balón \| 00% \| 0% \| |              |              |
| Estadísticas | Bandera de ? | Bandera de ? |
| Tiros | 0            | 0            |
| Tiros a puerta | 0            | 0            |
| Recuperaciones | 0            | 0            |
| Faltas | 0            | 0            |
| Saques de esquina | 0            | 0            |
| Pases | 0            | 0            |
| Pases correctos | 0 (00%)      | 0 (00%)      |
| Fuera de juego | 0            | 0            |
| Posesión del balón | 00%          | 0%           |

## Campeón
| |
| Club Deportivo Jorge Wilstermann 1° Título División Profesional 14° Título de Primera División Clasificado a Conmebol Libertadores 2019 (Bolivia 1) |

## Subcampeón
|                                                                    |
|                                                                    |
| The Strongest Clasificado a Conmebol Libertadores 2019 (Bolivia 4) |